# Rue du Cloître-Notre-Dame
La rue du Cloître-Notre-Dame est une voie située sur l'île de la Cité dans le 4e arrondissement de Paris.

## Situation et accès
Elle longe la façade septentrionale de la cathédrale Notre-Dame de Paris et le square Jean-XXIII. Elle est desservie par les stations de métro « Cité » et « Saint-Michel » ainsi que de la gare RER « Saint-Michel - Notre-Dame ».

## Origine du nom
Cette voie doit son nom à l'ancien cloître Notre-Dame. On appelait ainsi l'ensemble de ruelles et de maisons situées dans l'enclos des chanoines attachés au service de la cathédrale.

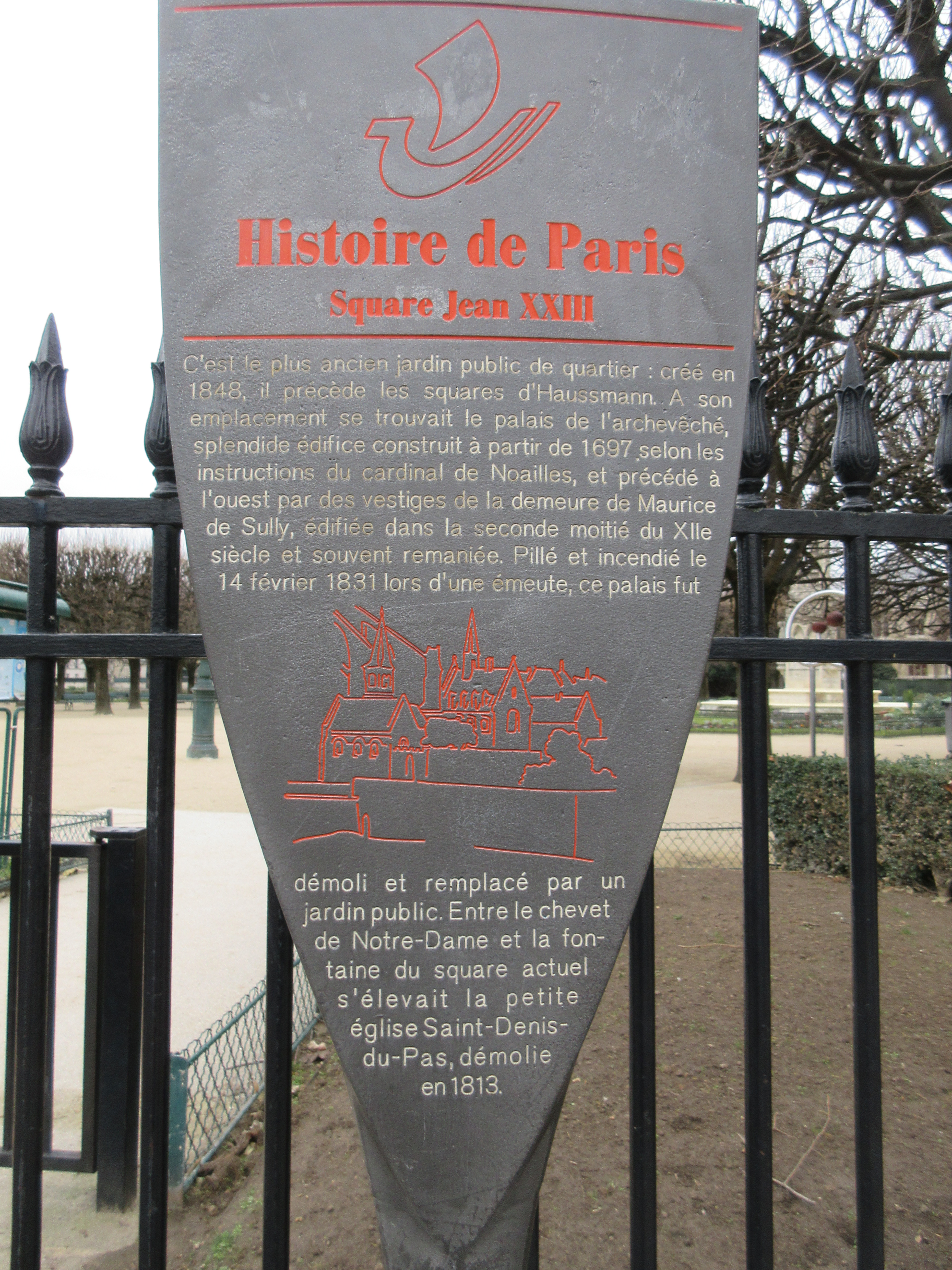
Panneau Histoire de Paris
« Square Jean-XXIII ».

## Historique
Elle est citée sous le nom de « Cloistre Notre Dame », dans un manuscrit de 1636.
En 1702, la rue, qui fait partie du quartier de la Cité, possède 40 maisons et 18 lanternes.
Durant la Révolution elle prend le nom « rue du Cloître-de-la-Raison ».
Vers 1812 furent construites, dans cette rue, des écuries pour l’archevêché. L'abreuvoir des chevaux de l'archevêché et de ceux des habitants du cloître se trouvait alors à la pointe nord de la « place du Terrain » (actuel square de l'Île-de-France) que l'on gagnait en empruntant à partir de la « place Fénelon » (disparue), au chevet de la cathédrale, les anciennes rues « Bourdaloue » et « de l'Abreuvoir », disparues lors de la création du « jardin de l'Archevêché » (square Jean-XXIII).

## Bâtiments remarquables et lieux de mémoire
Alignée sur la façade de la cathédrale se trouvait à son niveau jusqu'en 1748 l'église Saint-Jean-le-Rond.
Au no 6 ter se trouvent les anciennes dépendances du BHV. Doté de deux tourelles d'angle au croisement avec la rue Chanoinesse et la rue Massillon, l'immeuble a été réalisé en 1893 par l'architecte Ernest Papinot. De nos jours, il accueille la fondation Louis-Lépine, soit les services sociaux de la préfecture de police toute proche,.
Au no 8, funérarium de l'Hôtel-Dieu de Paris, où sont déposés les corps des personnes décédées dans l'établissement ou en relation avec une enquête médico-judiciaire. Le corps de Jim Morisson y fut par exemple déposé après la découverte de son décès.
Au no 10 se trouvait entre 1951 et 2008 le musée de Notre-Dame de Paris, situé au rez-de-chaussée, dans des locaux appartenant au diocèse de Paris. Établissement privé, il était géré par la Société des amis de Notre-Dame de Paris. Sur trois ou quatre salles, il présentait l'histoire de l'édifice voisin via des dessins ou des tableaux ainsi que grâce à des dépôts du musée Carnavalet et des Archives nationales. Parmi les expositions qui y furent organisées, celle de 1967 était consacrée au parvis, où avaient alors lieu des fouilles archéologiques ; les objets découverts y furent présentés (« poteries, monnaies, bijoux gallo-romains ou médiévaux »). Le musée ferme en raison de la volonté du diocèse de récupérer ses locaux.
Au no 14, siège du Comité de la rue d'Arras au domicile de l'institutrice Geneviève Vivien pendant la Commune de Paris (il a une permanence au 8, rue des Écoles).
Au no 16, plaque commémorant l'écrivain et historien de l'art Jean Leymarie.

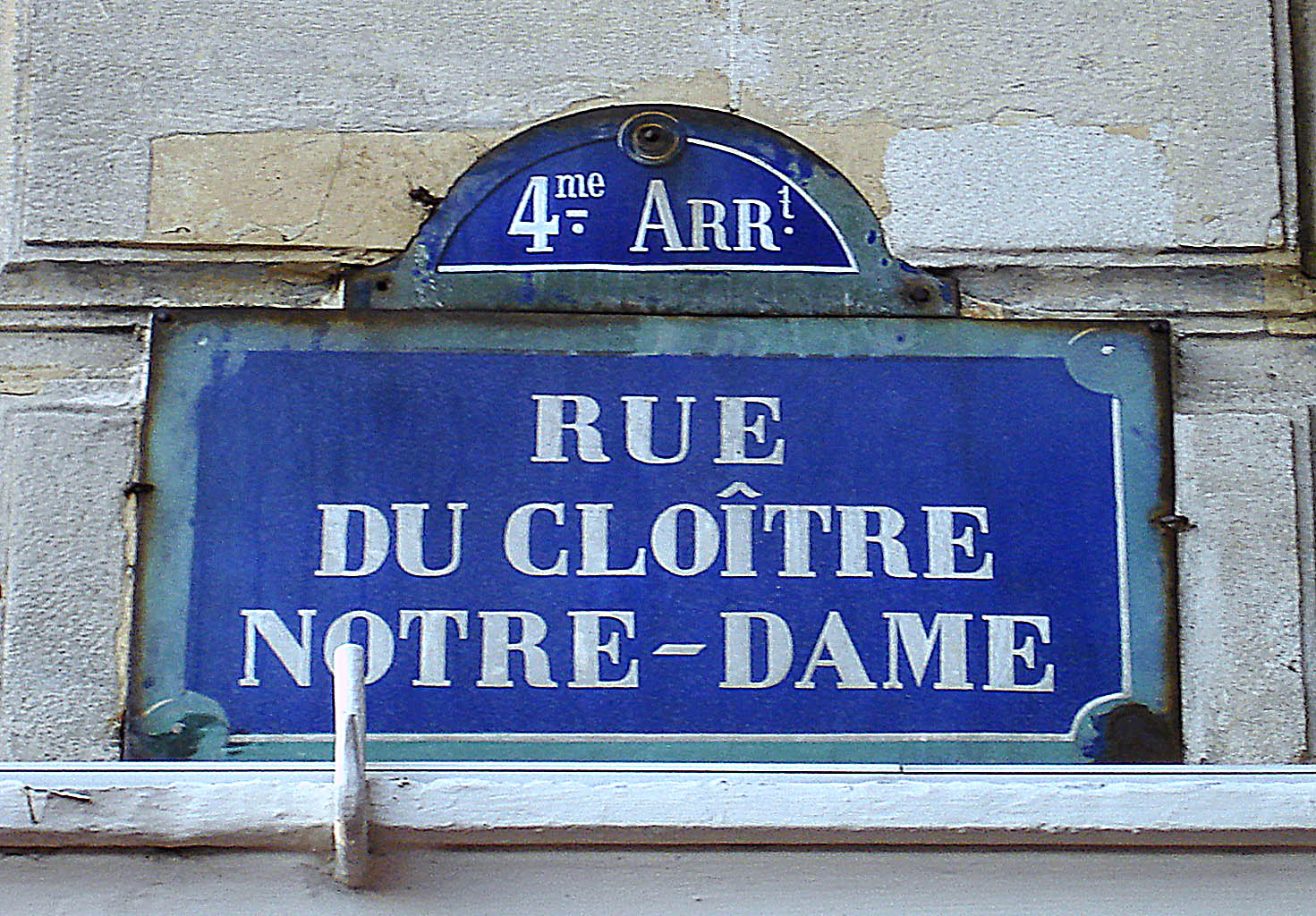
Plaque de la rue.
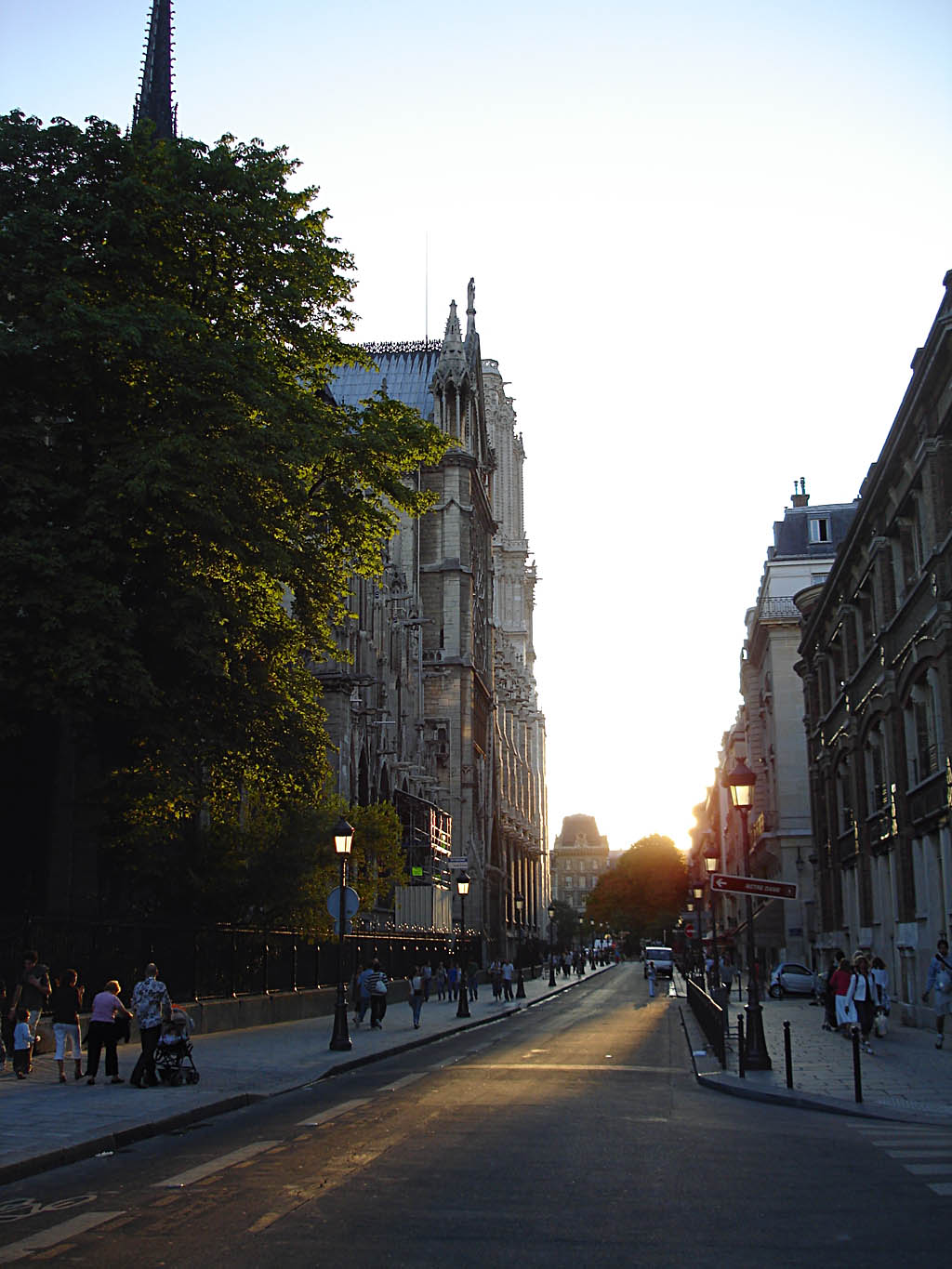
La rue vue vers l'ouest.
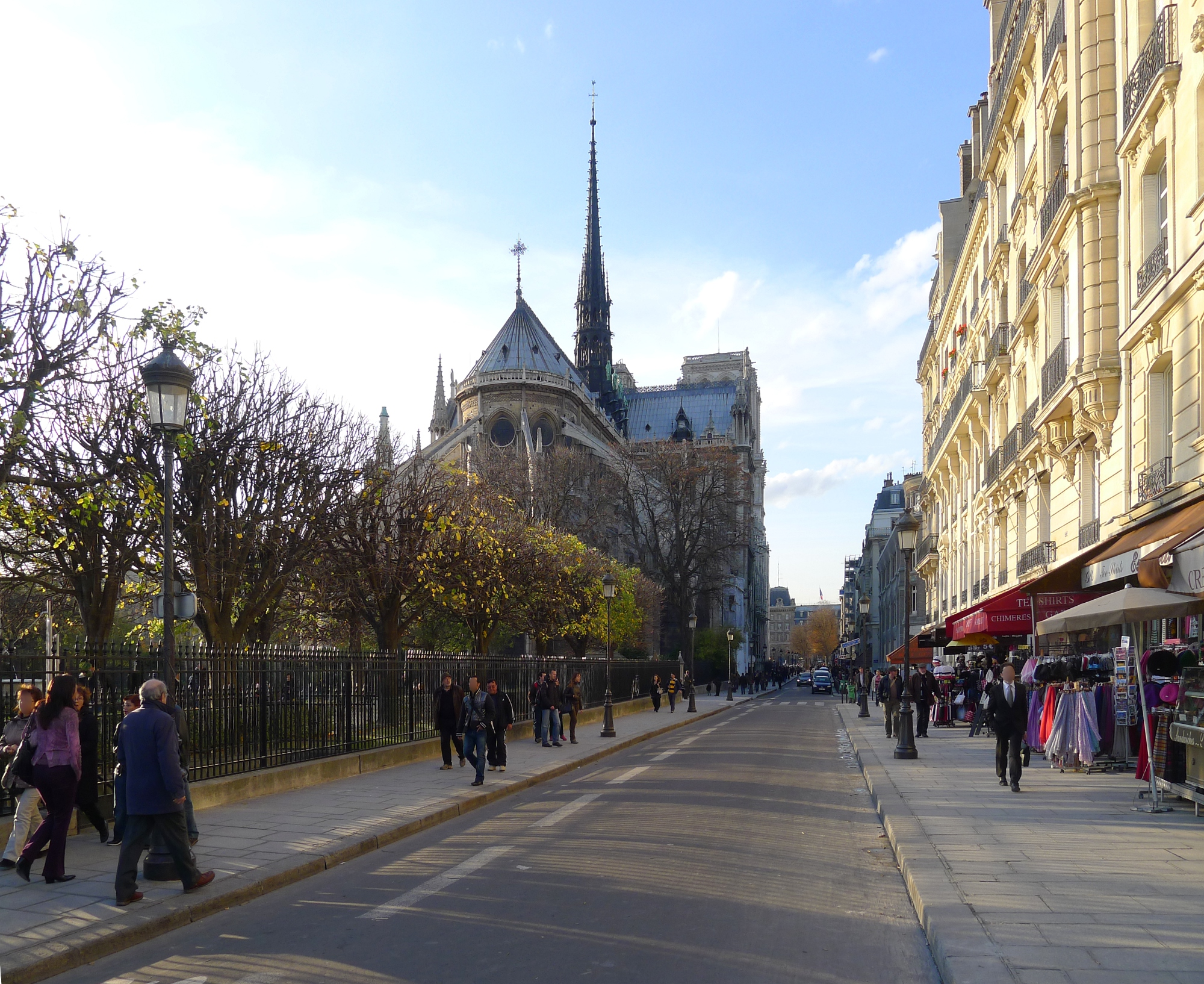
Vue du pont Saint-Louis.
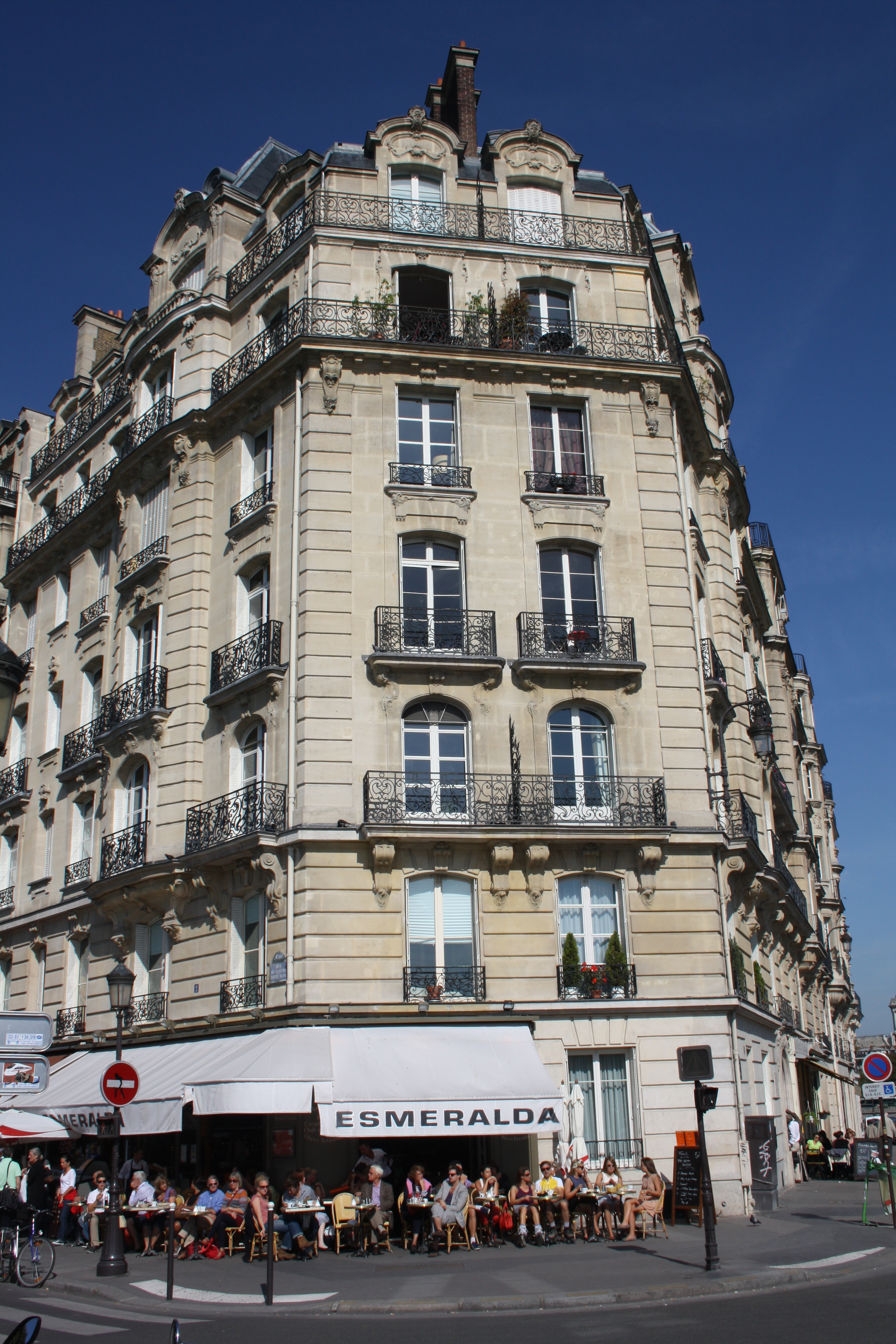
No 2.
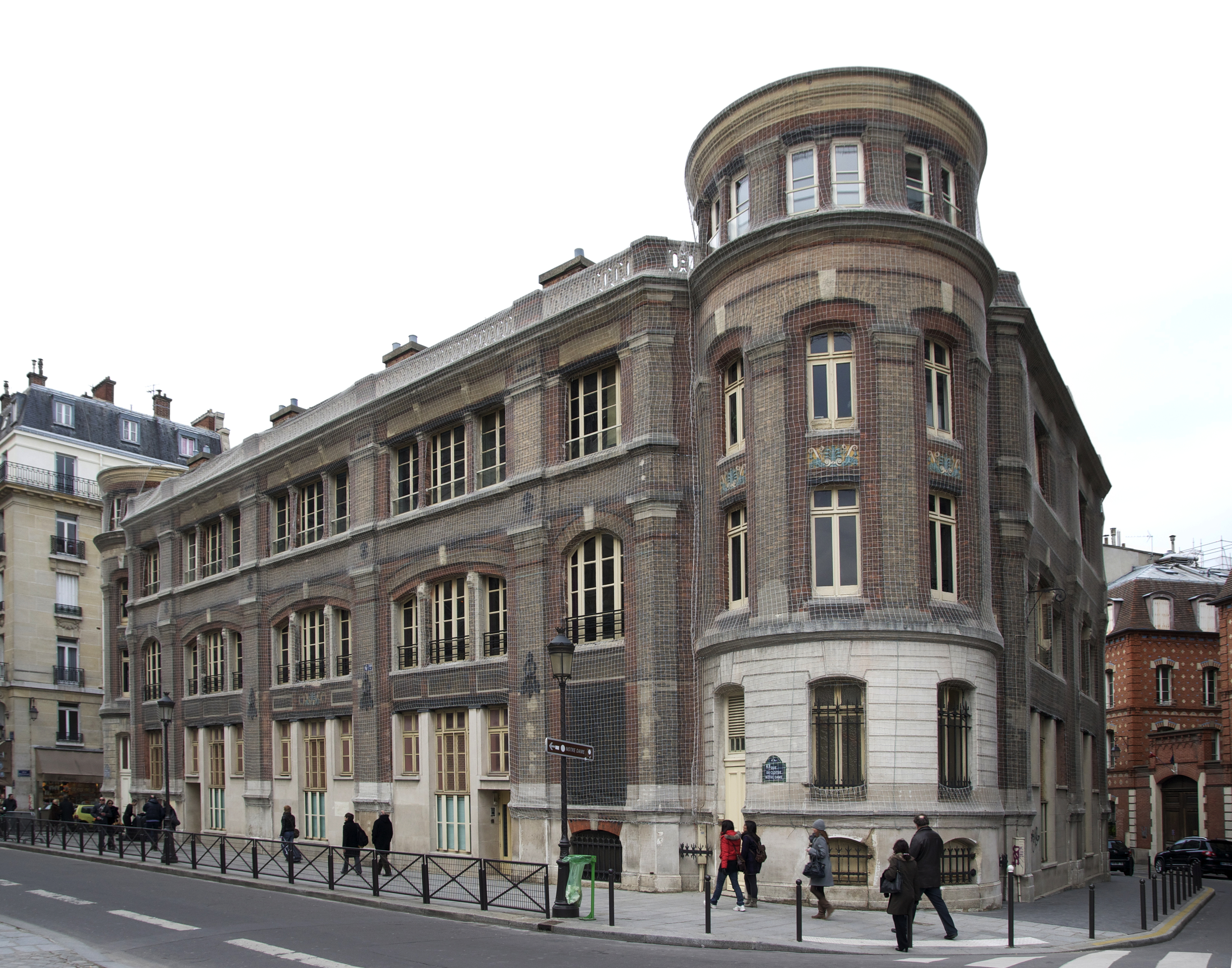
Tourelle au no 6 ter.
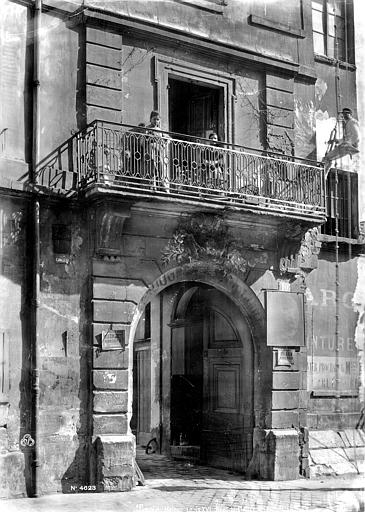
Entrée du no 10 en 1892 (bâtiment détruit).
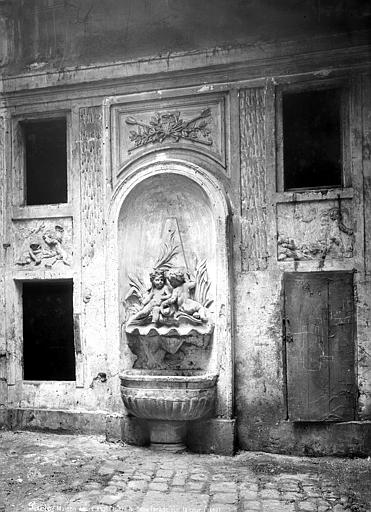
Fontaine dans la cour du no 10 en 1892 (bâtiment détruit).
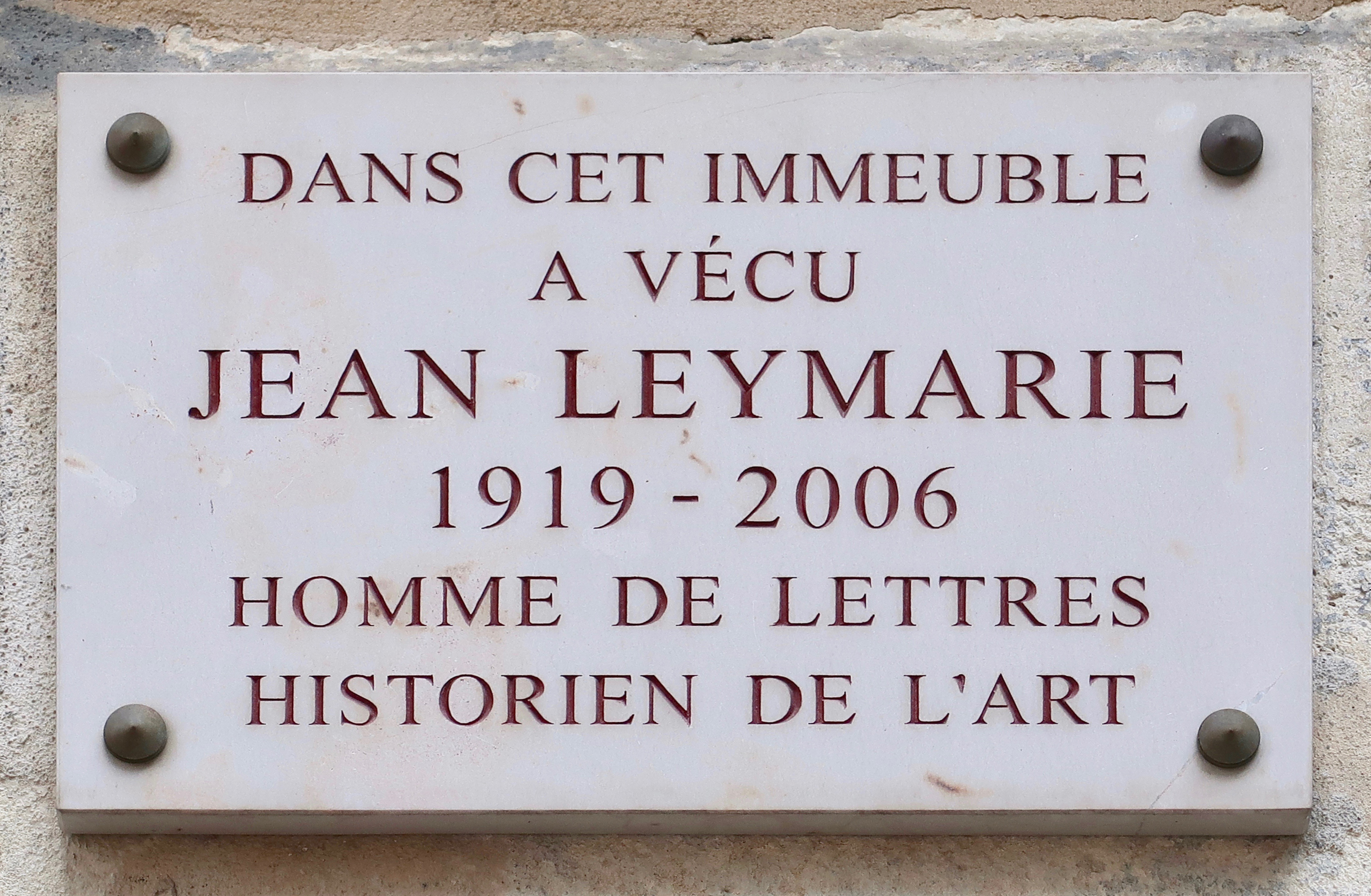
Plaque au no 16.
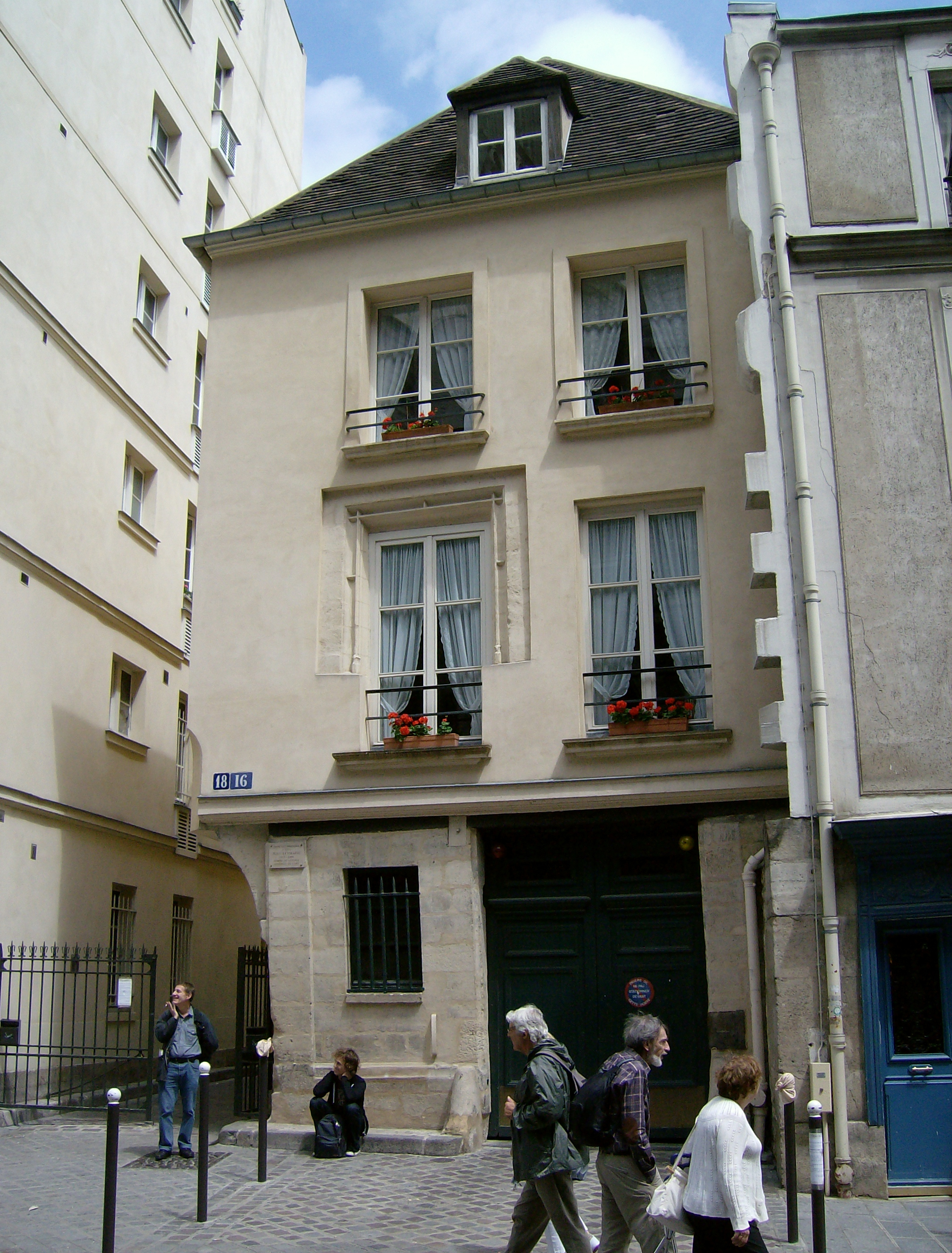
No 16-18.
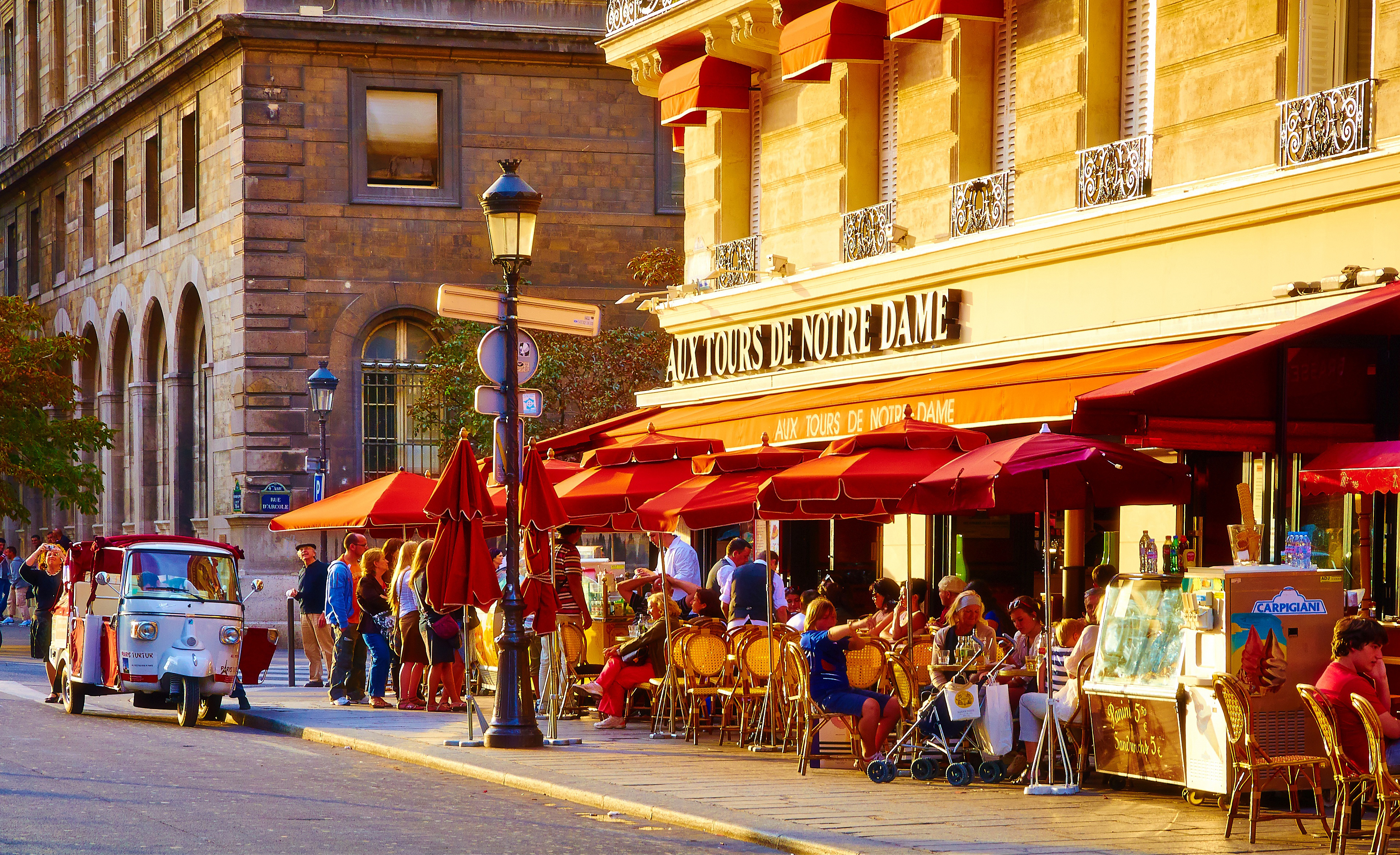
Café.
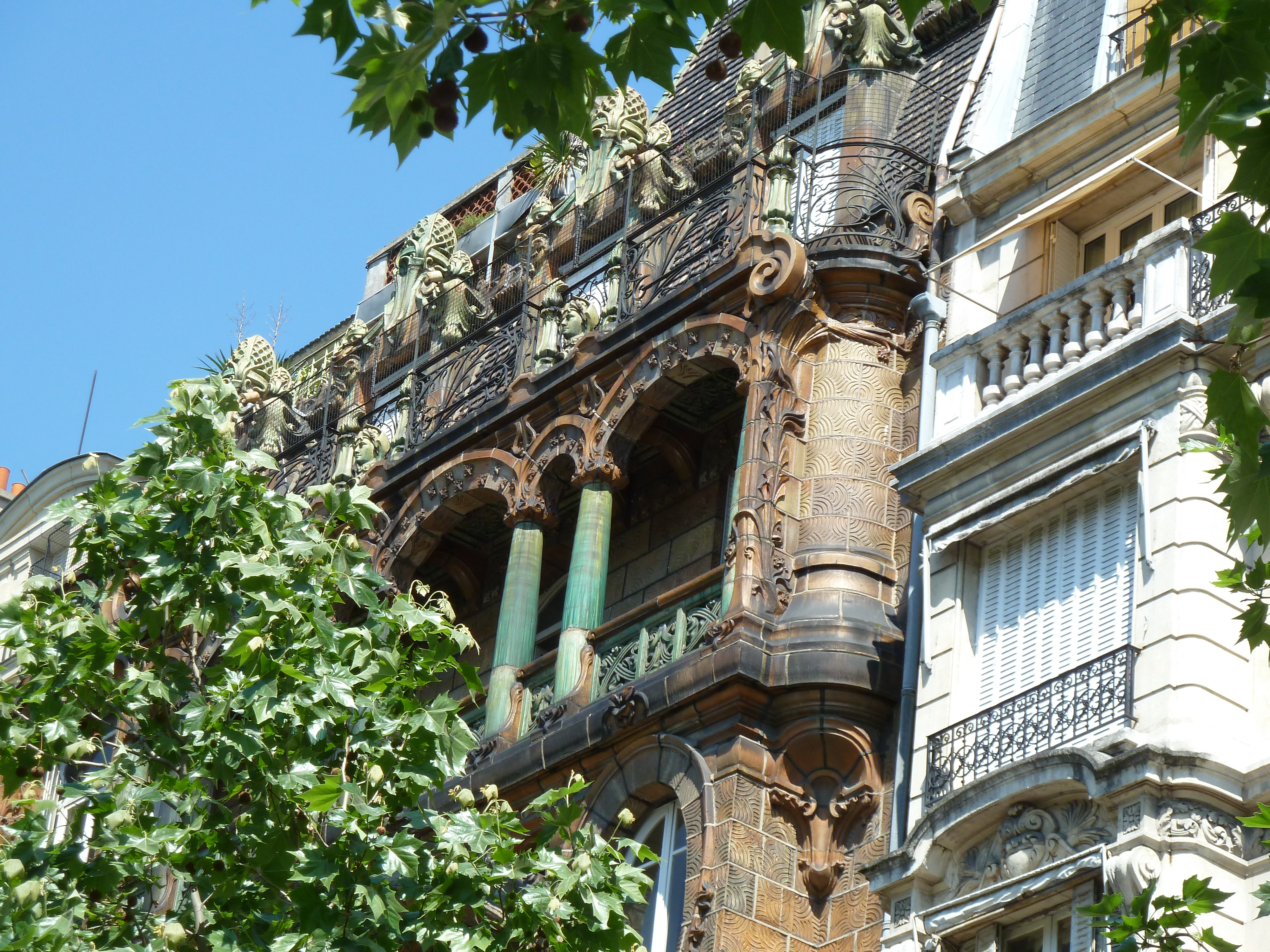
Façade décorée.